# Parque Farroupilha

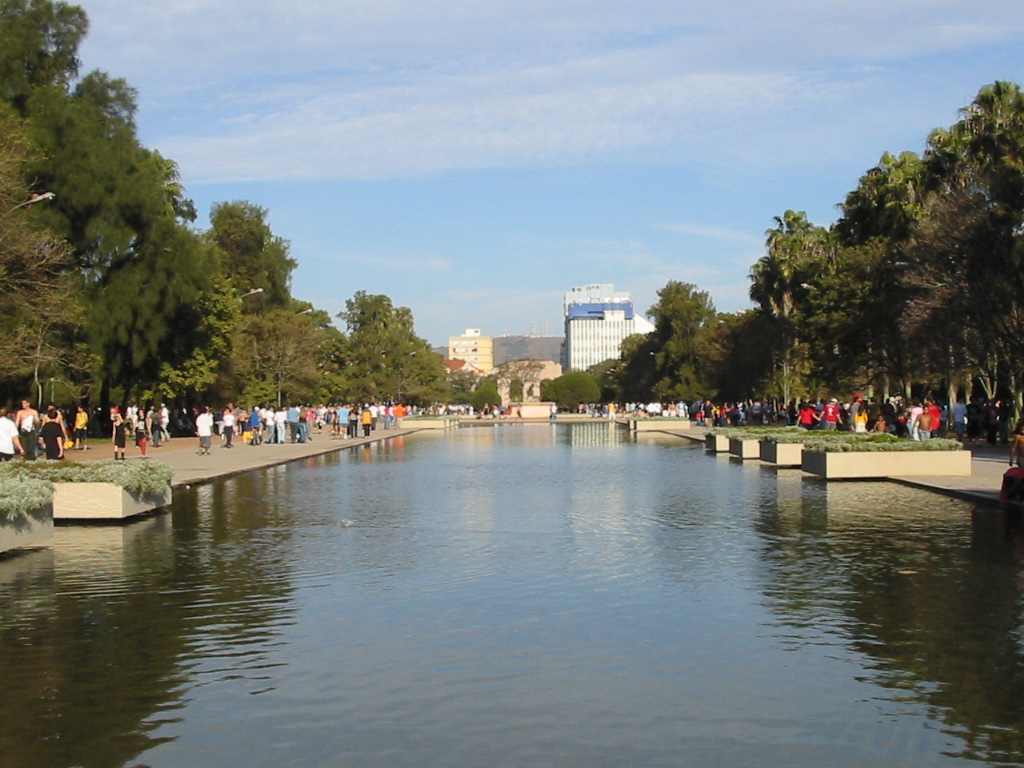
Espejo de agua en el Parque Farroupilha.

El Parque Farroupilha, más conocido como Parque da Redenção o simplemente A Redenção, es el un parque de la ciudad de Porto Alegre, Brasil. Se ubica en el barrio homónimo, al cual brindó su nombre, y es considerado el área verde más tradicional y popular de la ciudad y ha sido declarado patrimonio histórico por el Municipio. 
Situado junto al Centro Histórico de la ciudad, área densamente poblada, es un lugar muy frecuentado por los habitantes de Porto Alegre, ya sea para practicar deportes, tomar el sol o socializar tomando chimarrãos con familiares y amigos. Cuenta con decenas de monumentos y rincones pintorescos. Su perímetro está delimitado por las rúas Setembrina y Luís Englert y las avenidas Oswaldo Aranha, João Pessoa y José Bonifácio. A lo largo de los años, se construyeron varios edificios en los márgenes del parque que hoy son hitos arquitectónicos de la ciudad, como el Instituto de Educación, el Auditorio Araújo Viana, el Colegio Militar y los edificios históricos de la UFRGS. En 2022, alegando que el parque funcionaba con pérdidas, el gobierno municipal anunció que tenía la intención de concederlo a la administración privada, desatando muchas protestas.

## Historia
El lugar donde hoy se encuentra el parque era la llamada Várzea do Portão, una gran llanura aluvial próxima a la antigua puerta de Vila de Porto Alegre. El 23 de febrero de 1807, el Municipio solicitó al entonces gobernador de la Capitanía de São Pedro do Rio Grande do Sul, almirante Paulo Gama (futuro barón de Bagé), la donación de la Várzea para ser utilizada como lugar público, así como área de concentración de los rebaños de ganado traídos para el abastecimiento local. Sin embargo, su mensura sólo fue tomada recién entre 1820 y 1825.
En 1826, una tentativa de subdivisión del terreno fue impedida por el emperador Pedro I, apoyado en la cláusula de donación que exigía la autorización expresa del emperador para cualquier venta. No obstante, la Várzea fue objeto posteriormente de varios otros intentos de subdivisión y cambio de sus objetivos primarios, los que siempre fueron bloqueados por el gobierno..

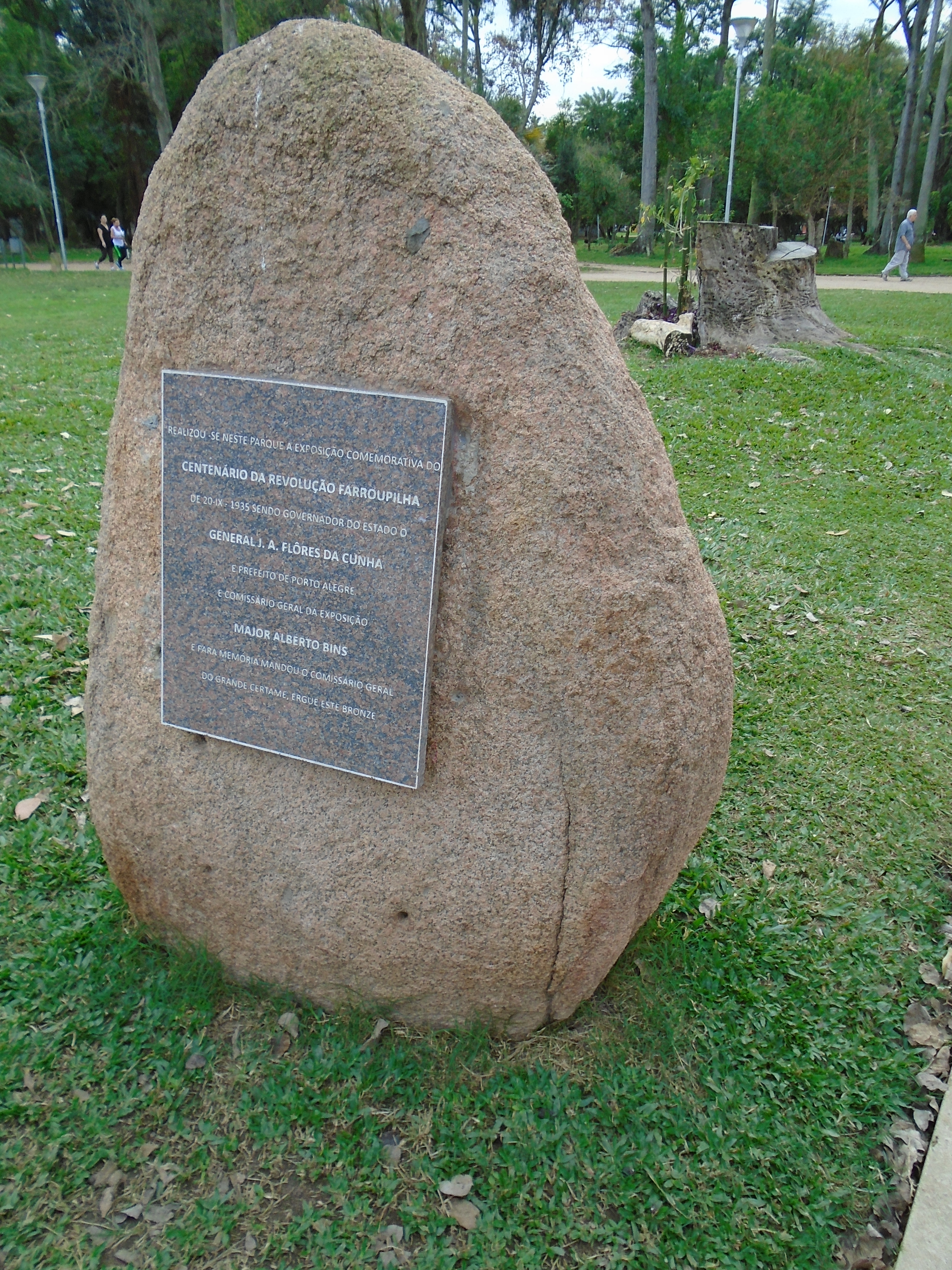
Hito en honor del centenario de la Guerra de los Farrapos.

Durante la Revolución Farroupilha, la zona quedó fuera de las fortificaciones de la ciudad, y tras el conflicto una inspección del Municipio encontró varias irregularidades, como vallas que avanzaban en su territorio y un caserío construido en su centro, obras que se ordenó demoler inmediatamente. En los años siguientes, el mismo gobierno provincial y otros particulares intentaron parcelar los terrenos para darles otros usos, pero siempre con la oposición del Municipio. En 1870, la Várzea recibió su primer nombre oficial, Campo do Bonfim, debido a la construcción de la Capilla de Bonfim en su límite norte. Hubo amenazas posteriores a la integridad de la zona que, en general, fueron frustradas pero en 1872 el Presidente de la Provincia autorizó la construcción de un cuartel militar en su límite sureste, origen del actual Colegio Militar de Porto Alegre. A medida que la urbanización avanzaba en los alrededores, las consideraciones sanitarias adquirieron importancia. Todavía sujeto a inundaciones ocasionales, el lugar también fue utilizado como secadero de cuero, punto de encuentro de carretas y vertedero de basura de la ciudad hasta mediados de la década de 1890, a pesar de las opiniones contrarias de la Junta Provincial de Higiene.

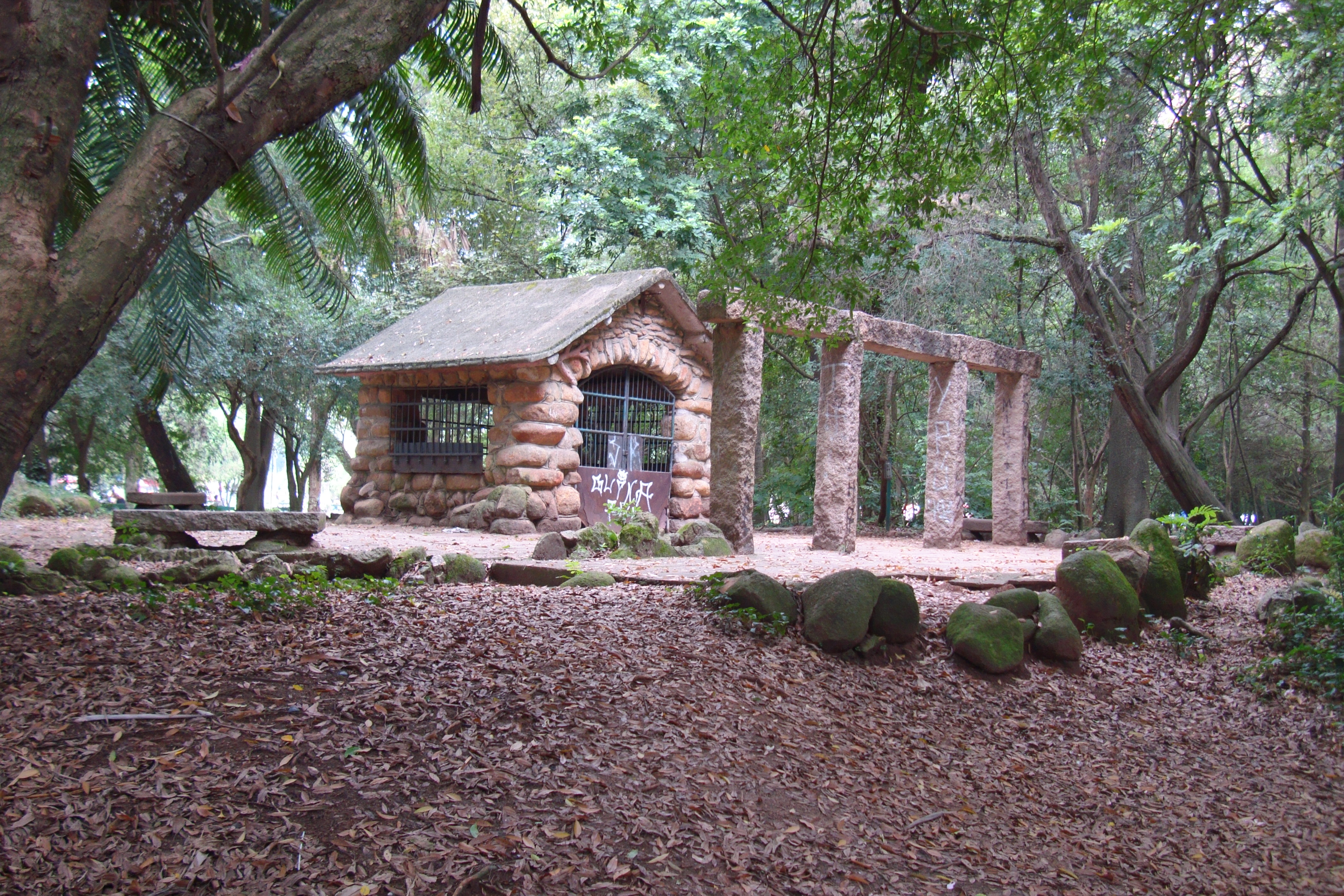
Jardín Alpino

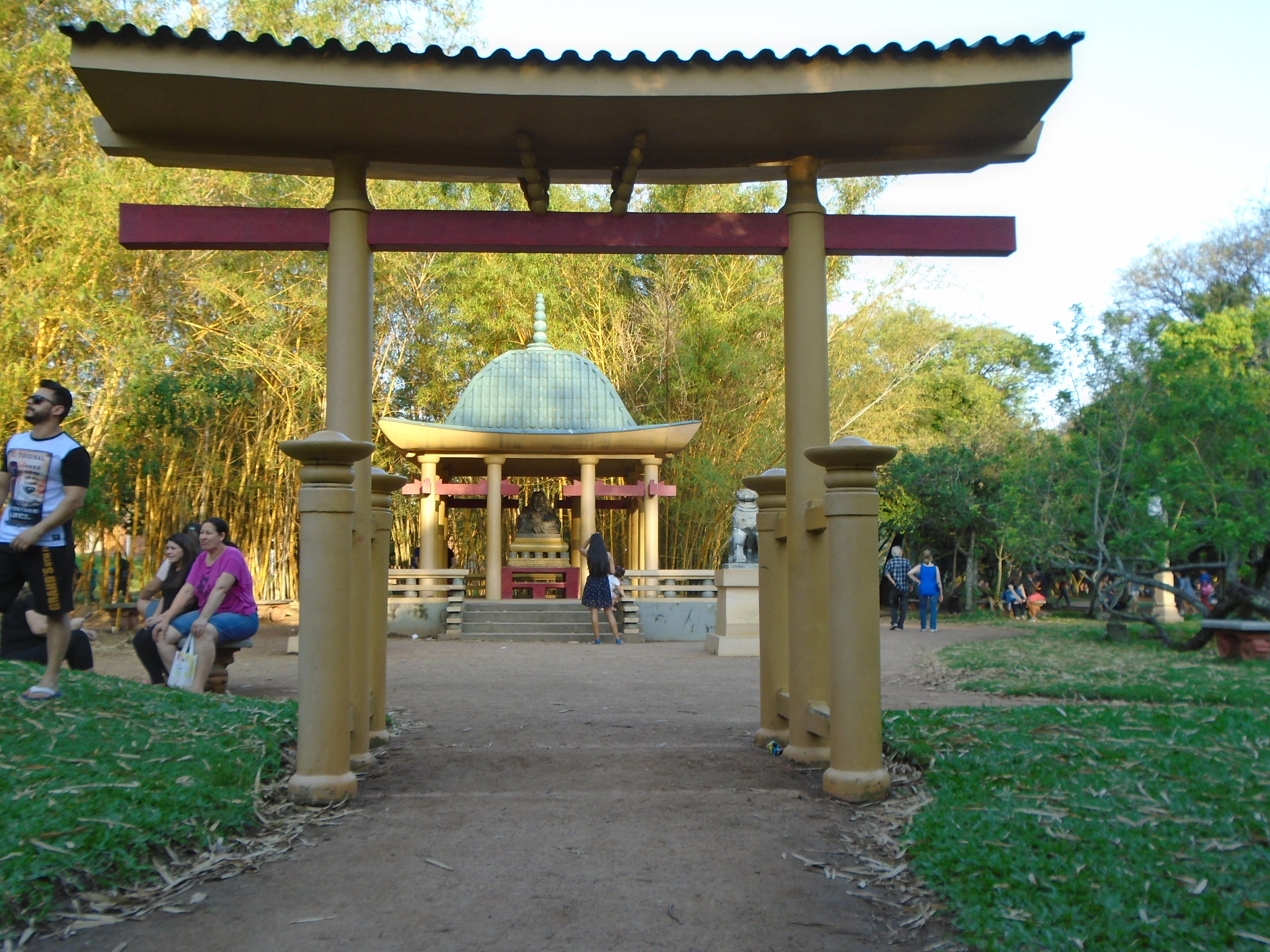
Jardín Oriental, con pórtico, lago, leones de piedra y pabellón de Buda

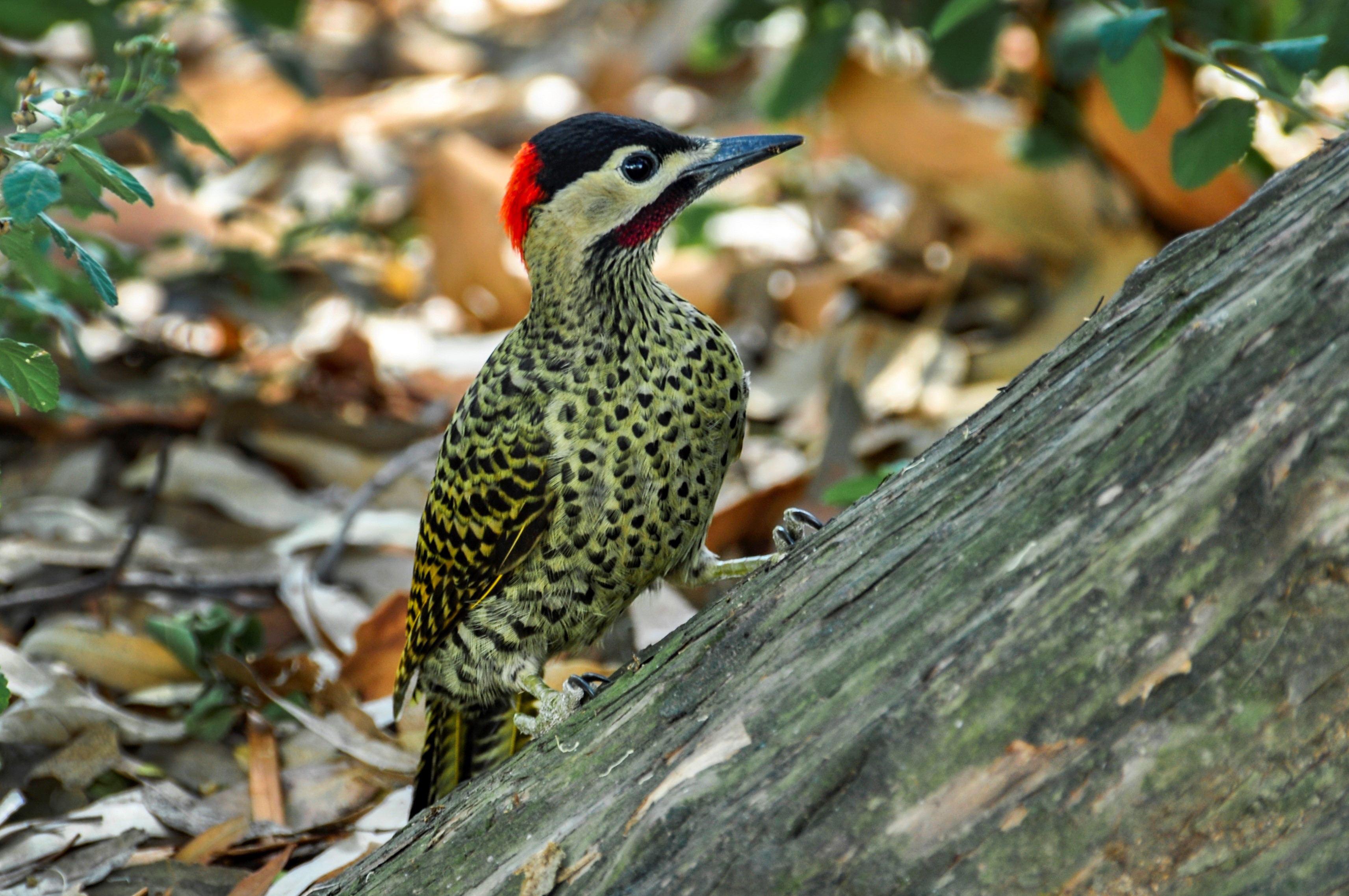
Un pájaro carpintero, parte de la fauna del parque

El 7 de septiembre de 1884, el parque pasó a llamarse Campos da Redenção para conmemorar la temprana abolición de la esclavitud en la ciudad. En esta época el parque estaba rodeado por todos lados por edificios, y en 1889 el intendente José Montaury tuvo la idea de abrir bulevares en su interior para un mejor paisajismo, al mismo tiempo que pretendía vender áreas sobrantes para pagar las reformas, lo que sólo se concretó más tarde.  Sin embargo, gran parte del parque fue ajardinado y embellecido con motivo de la gran Exposición Estatal de 1901, lo que llevó a la construcción de un circo taurino, una pista de carreras de caballos y el velódromo de la Unión Velocipédica, estructuras que no sobrevivieron mucho tiempo.  Otra parcela ya había sido cedida en 1900 para la construcción de la Escuela de Ingenieros, y en 1911 se sacaron a subasta varios terrenos en el lado sur. Poco después, se perdió una gran superficie para la construcción de edificios para otras escuelas de la Universidade Federal do Rio Grande do Sul y el antiguo Colégio Júlio de Castilhos, concentrados en el lado noroeste.
En 1914, João Moreira Maciel, arquitecto de la Intendencia, elaboró un Plan de Mejoras y Embellecimiento de la Capital, que preveía la división del parque en nueve manzanas. En 1927, se inició el paisajismo efectivo de los Campos da Redenção, con la implantación del Jardim Paulo Gama al norte y la prohibición de parada de carros y rebaños en 1928. En preparación de la Exposición del Centenario de Farroupilha, en 1935, toda la parte sur fue drenada, nivelada y urbanizada, según proyecto del urbanista francés Alfred Agache. Ese año, el 19 de septiembre, pasó a llamarse Parque Farroupilha, nombre que conserva hasta la actualidad. Al mismo tiempo, el parque perdió otra fracción con la construcción del Instituto de Educación General Flores da Cunha junto a la Avenida Osvaldo Aranha.
A principios de la década de 1940, se inauguró la piscina en el eje central, que se utilizó para competiciones de natación y para el público en general. Sin embargo, el 17 de enero de 1967, Sérgio Renato Nunes, de cinco años, se ahogó allí, lo que llevó al entonces alcalde Célio Marques Fernandes a ordenar que se rellenara la piscina y se convirtiera en un espejo de agua.
El Jardín Alpino, el Jardín Europeo y el Jardín Oriental fueron plantados en 1941 por Arnaldo Gladosch. Después de la gran inundación de 1941, se creó un rincón que recibió la antigua fuente francesa de hierro fundido, que se instaló en la Praça Pereira Parobé, y que antes había estado en la Praça XV de Novembro. En 1953 se inauguró el Monumento al Expedicionario, obra del escultor Antônio Caringi, y en 1964, el nuevo Auditorio Araújo Viana, obra de Moacir Moojen Marques y Carlos Maximiliano Fayet.
Desde entonces, el conjunto ha sido ajardinado y urbanizado, pero los jardines han perdido otras partes para dar paso a gasolineras y a un parque de atracciones, un minizoo y un complejo deportivo. El parque fue declarado monumento histórico por el Municipio el 3 de enero de 1997. De las 69 hectáreas originales del parque, hoy quedan 35,7 con 45 monumentos en su interior y diversos ambientes ornamentados con arquitectura pintoresca, como pérgolas, barracas, pabellones y cenadores, bulevares decorados con bancos y ánforas de piedra, parterres de plantas ornamentales.

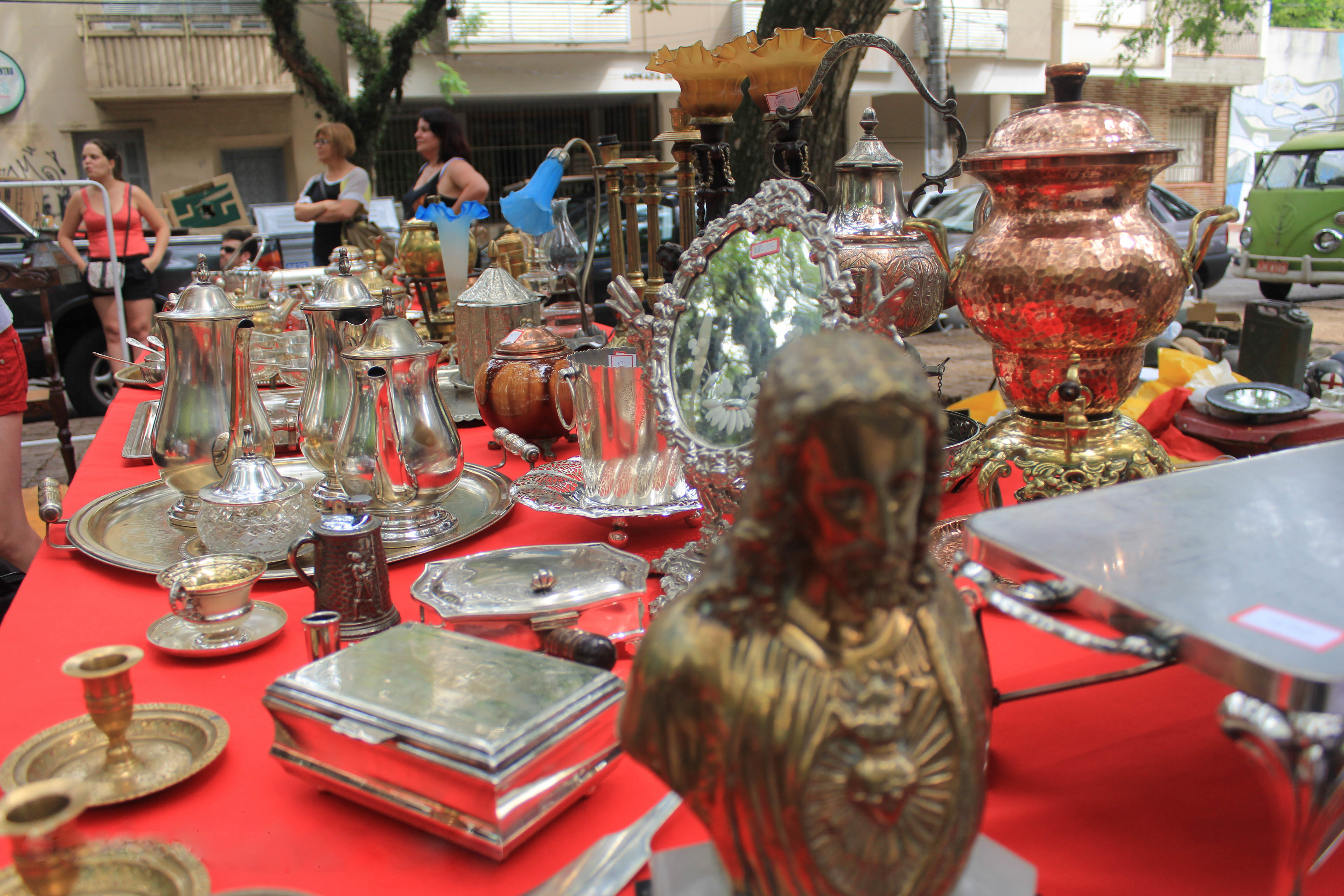
Puesto de antigüedades en Brique da Redenção.

Redenção se ha convertido en el parque más popular de la ciudad, ofreciendo una amplia gama de atracciones, servicios y posibilidades de ocio, atrayendo a personas de todas las clases sociales y grupos de edad. No sólo los espacios están siempre disponibles, sino que asociaciones y organizaciones organizan multitud de eventos de diversa índole, como encuentros de meditación, competiciones deportivas, manifestaciones políticas, recitaciones de poesía, cuentacuentos, talleres de fotografía y vídeo, actuaciones de artistas callejeros y otros.
Los domingos se celebra en la Avenida José Bonifácio el Brique da Redenção, con numerosos puestos de artesanía, libros, comida y otros productos. La mitad del Brique se dedica a la venta de antigüedades. Evento muy tradicional en la ciudad, la gran afluencia de gente al Brique lo convierte en un importante espacio de socialización.Desde 2005 el Brique da Redenção es Patrimonio Cultural de Rio Grande do Sul.

## Conservación y polémica
A pesar de su gran popularidad y tradición, Redenção ha sufrido históricamente diversos problemas. Los espacios y monumentos suelen sufrir desperfectos, y la mayoría de las estatuas, bustos y placas de bronce han sido dañados o robados. Son frecuentes las quejas por suciedad, mala iluminación y escasa seguridad, y hay denuncias de tráfico de drogas y sexo en el recinto. El Municipio es responsable de su administración y afirma no tener recursos suficientes para atender todas las demandas, aunque ha invertido en diversas obras en los últimos años, como la restauración de la fuente iluminada. Se ha propuesto varias veces su vallado, pero siempre ha encontrado una gran resistencia por parte de la población.

### Concesión al sector privado
En 2022, alegando que el parque funcionaba con pérdidas, el gobierno municipal anunció que en 2023 pretendía licitar su concesión al sector privado, lo que desató numerosas protestas. En el mismo paquete, el gobierno también pretendía concesionar la costanera de Lami, el Parque Marinha do Brasil, y las secciones 2 y 3 de la Orla do Guaíba. Uno de los principales puntos de conflicto es la inclusión de un aparcamiento subterráneo de pago para 577 plazas junto al Auditorio Araújo Viana, que supuestamente daría sostenibilidad financiera al proyecto pero cuya viabilidad técnica ha sido cuestionada, señalándose el riesgo de que las obras tengan impactos negativos sobre la vegetación, la capa freática y el tráfico de vehículos en la región. También se teme que la concesión restrinja la libre expresión de las manifestaciones populares, y se ha señalado que el parque está catalogado y las reformas previstas alterarían sus características.
Para el profesor de la UFRGS José Damico, la concesión "es el vaciamiento de todo lo que es común; aliena a la población que históricamente ya ha sido alienada", porque la privatización de los servicios tendería a seleccionar al público en función de su poder adquisitivo.  Para el "Colectivo Preserva Redenção", que reúne a más de 80 organizaciones, la afirmación de que el parque funciona con pérdidas está fuera de lugar y este proceso forma parte de una tendencia reciente "por la que están pasando las administraciones municipales, en el sentido de deshacerse de la responsabilidad de gestionar los espacios públicos". En octubre, el Colectivo publicó una carta abierta en la que afirmaba que "estamos siendo testigos de cómo el alcalde Sebastião Melo avanza sobre el patrimonio público de Porto Alegre, privatizando los espacios públicos, marca de su gestión público-privada, de cara a los empresarios y a la especulación inmobiliaria y dando la espalda al entorno natural y al bienestar de los ciudadanos de esta ciudad".
En octubre de 2023, el ayuntamiento suspendió el proyecto de concesión de Redenção al sector privado. Las manifestaciones encabezadas por el Colectivo Preserva Redenção desgastaron al poder ejecutivo de Porto Alegre, lo que llevó al alcalde Sebastião Melo a decidir no seguir adelante con el proyecto antes de presentarse a la reelección en 2024.